# オルロ
オルロ（オルーロ、スペイン語: Ciudad de Oruro）は、ボリビアのアンデス地方にある都市。オルロ県の行政府所在地。
1606年11月1日にウルス地方の銀採掘の拠点として設立された。当初は、スペイン国王フェリペ3世にちなみ、「オーストリア王家の聖フェリペの町」と呼ばれた。
オルロはフォルクローレの里として有名であり、また、南米三大祭りの一つである「オルロのカーニバル」が2月頃に開催されることでも有名である。
かつては鉱山で栄えたが、第二次世界大戦後は主な産物である錫の需要が落ち、寂れた雰囲気の街になってしまった。近年、希少金属であるリチウムがあることがわかり、今後の開拓が期待されている。
オルロからは塩湖観光で有名なウユニ行きの列車が出ている。この路線は、以前はラパス市まで続いていたが、最近ラパス-オルロ間の運行をやめてしまった。ラパス-オルロ間は長距離バスで結ばれており、ボリビア国内で最も主要なバス路線となっている。数社の民間バス会社が運行しており、1時間に何本か発着がある。所要時間は約3時間で、全線舗装路である。

## 歴史
当初、街は1606年11月1日にドン・マヌエル・カストロ・デ・パディージャによって、ウル族エリアの銀山の中心地として創設された。このとき、スペイン国王のフェリペ3世にちなみ「レアル・ビジャ・デ・サン・フェリーペ・デ・アウストリア（スペイン語: Real Villa de San Felipe de Austria）」と名付けられた。銀山が枯渇して、結果的に街は放棄されたが、19世紀後半になって、錫鉱山の中心地として再建された。オルロは、土着民族のウルウルにちなんで名付けられた。一時的に、サルバドーラ錫鉱山は、世界でもっとも重要な錫鉱山となったが、徐々に資源が枯渇しおり、主要な労働者はいまだに鉱業従事者であるものの、オルロは再び衰退の局面に入った。

## オルロのカーニバル
オルロで毎年2月末頃に行われるカーニバルは、リオデジャネイロのカーニバル、クスコのインティ・ライミ祭りと並んで、南米三大祭りの一つと言われている。オルロ市中心部のソカボン広場を終点とする市内数カ所の道路が会場となる。
リオのカーニバルと比較すると、先住民の文化やスペイン植民地時代の記憶に基づく伝統的な踊りが多く、踊りや音楽の種類ははるかに多い。

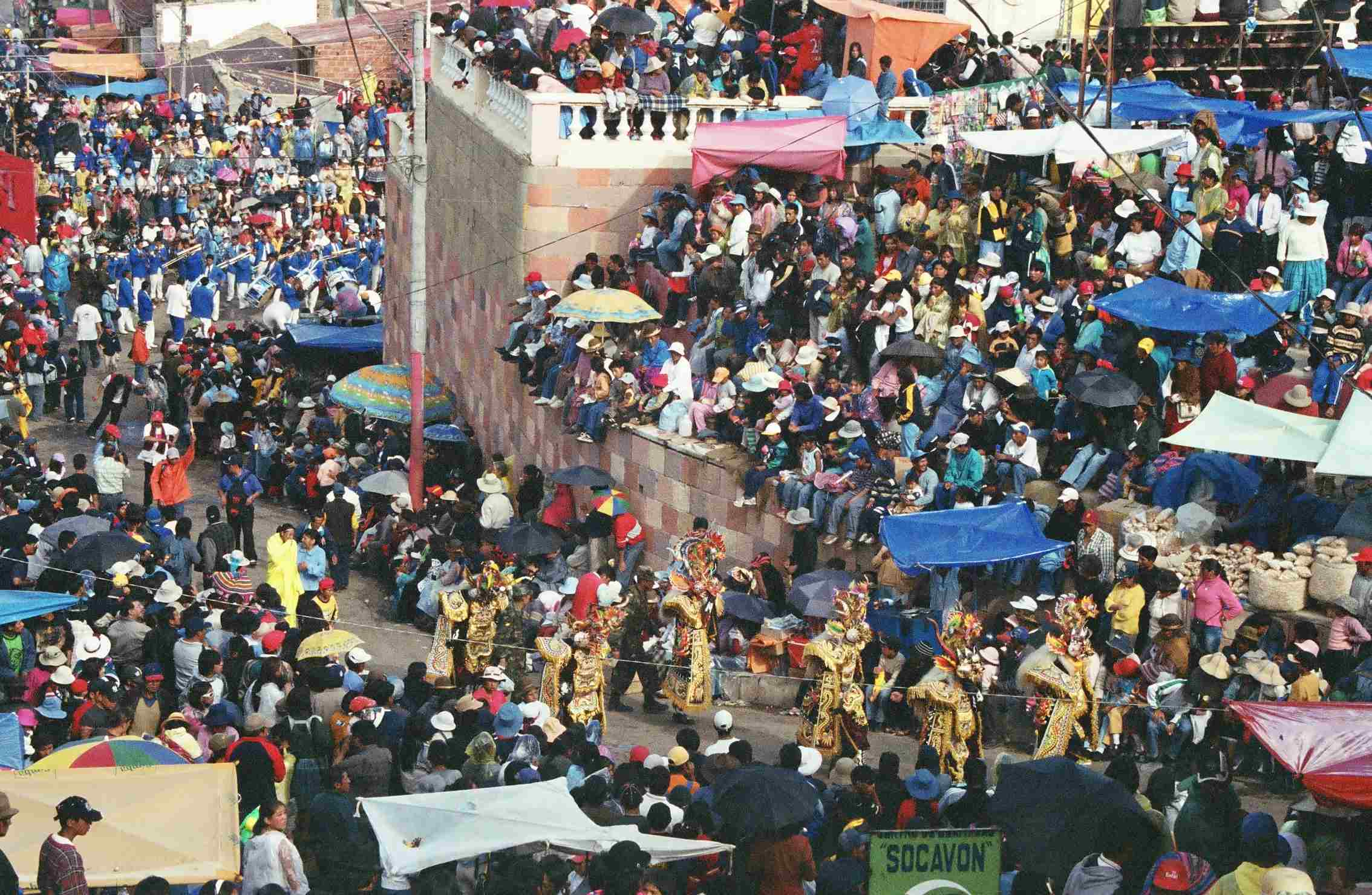
ソカボン広場入り口でディアブラーダのグループを見物する人々（2005年）

1789年から行われていたという資料もあり、大変歴史の古いカーニバルである。元々は、先住民族であるアイマラ族やケチュア族が持っていたパチャママ（地母神）信仰がキリスト教の聖母マリア信仰と結びつき、この創造の母に捧げるものとして始まったとされる。また、スペイン人侵略者を悪魔（ディアブロ: diablo）と重ね合わせ、恐れを持って踊りに表したと考えられている。
オルロのカーニバルで踊られる踊りには以下のようなものがある。
- カポラル（カポラレス）
男性は足に拍車をつけ、軽快にそれを踏みならして踊る。女性はミニスカートで腰を巧みに振りながら回るように踊る。近年最も踊り手が多い踊り。
- モレナダ
男性はウェディングケーキのような奇妙な服を着て大きな仮面をかぶってヨタヨタと踊る。女性はミニスカートで回るように踊る。カポラルの次に人気の高い踊り。
- ディアブラーダ
ディアブロ（diablo：悪魔）の踊り。大きな目玉と角の付いた仮面をかぶり、腿を大きく振り上げたステップを踏む。手にはハンカチを持ち、リズムに合わせて振る。
- サヤ(ネグリート)
白人侵略者が黒人奴隷を虐げる様を踊りにしたもの。
- スーリシクーリ
鳥の羽でつくった大きな帽子をかぶり、それを回すように踊る。詳細はスーリシクーリの項に記載。
- リャメラダ
リャマ追いの踊り。詳細はリャメラダの項に記載。
- ティンク
殴り合いの踊り。詳細はティンクの項に記載。
- トーバス
厳めしい顔の仮面をかぶり、長い羽をつけた帽子をかぶる。小刻みなステップを踏みながら時折大きくジャンプをする激しい踊り。
- アンタワラ
ポンチョを着て山高帽をかぶり、軽快に踊る。
- サンポニャーダ
民族楽器であるサンポーニャを吹きながら踊る。
- タルケアーダ
同じく民族楽器のタルカを吹きながら踊る。
- インカス
インカの王族の扮装をして練り歩く。踊りというよりも仮装行列のような感じである。
- ドクトルシート
シルクハットに燕尾服、手にはステッキという出立ちでコミカルに踊る。
- クジャワダ
丸い帽子のふちに簾のようなものをぶらさげ、手には糸紡ぎの独楽を持って踊る。
- ワカワカ
牛のハリボテを腰につけて、それを前後に激しく揺すりながら踊る。「ワカ」はアイマラ族の言葉で牛を意味する。
- パラグアージョス
傘を持って、回したり傾けたりしながら踊る。「パラグアス」はスペイン語で傘を意味する。

カーニバルの踊りは、数十人 - 数百人のグループが市内を巡り、中心のソカボン広場での審査の後、寺院でミサを受けるという手順で行なわれる。最後の寺院に入るときには脱帽のうえ膝で歩かなければいけない。数時間踊り続けた後の膝歩きは相当苦しいことであるが、神への信仰の強さを示す好機であると考える人が多い。多数のグループがあり、順番にミサを受けるので、最後のグループが踊り終わるのは深夜の1時などになる。最後のグループが終わった後も、勝手にグループを作って踊ったり、飲んだり騒いだりが朝まで続く。かつては1週間程度踊り続けたという話もあるが、現在はカーニバル開催期間は2 - 3日である。
カーニバル期間中とその前の数週間は、水掛けのいたずらが行なわれる。全く見知らぬ人に対して、急に（通りがかりに）水鉄砲などで水をかける。また、小さなゴム風船に水を詰めたものを投げつける。2月は南米では夏であるが、オルロは年中寒冷な場所であるので水に濡れると大変寒い。カーニバル期間中にオルロを訪れる際にはレインコートの着用などの水対策が必要である。
オルロのカーニバルは、ユネスコによる2001年の「人類の口承及び無形遺産の傑作の宣言」がなされ、2009年9月の第1回登録で無形文化遺産に登録された。

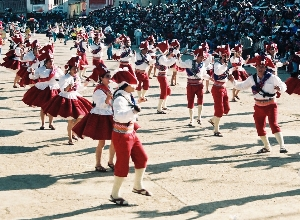
リャメラダ（1993年）
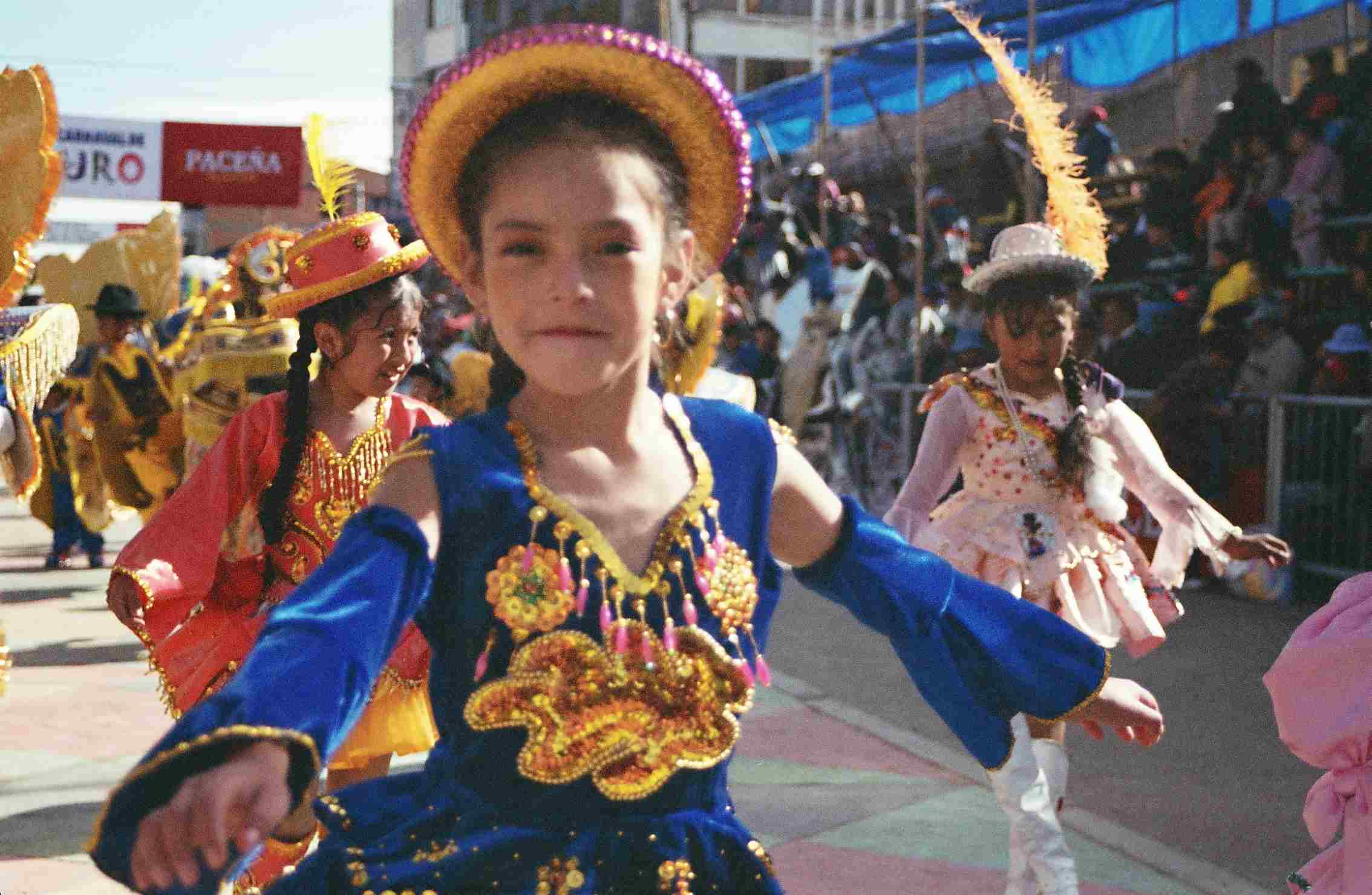
モレナダ（2005年）
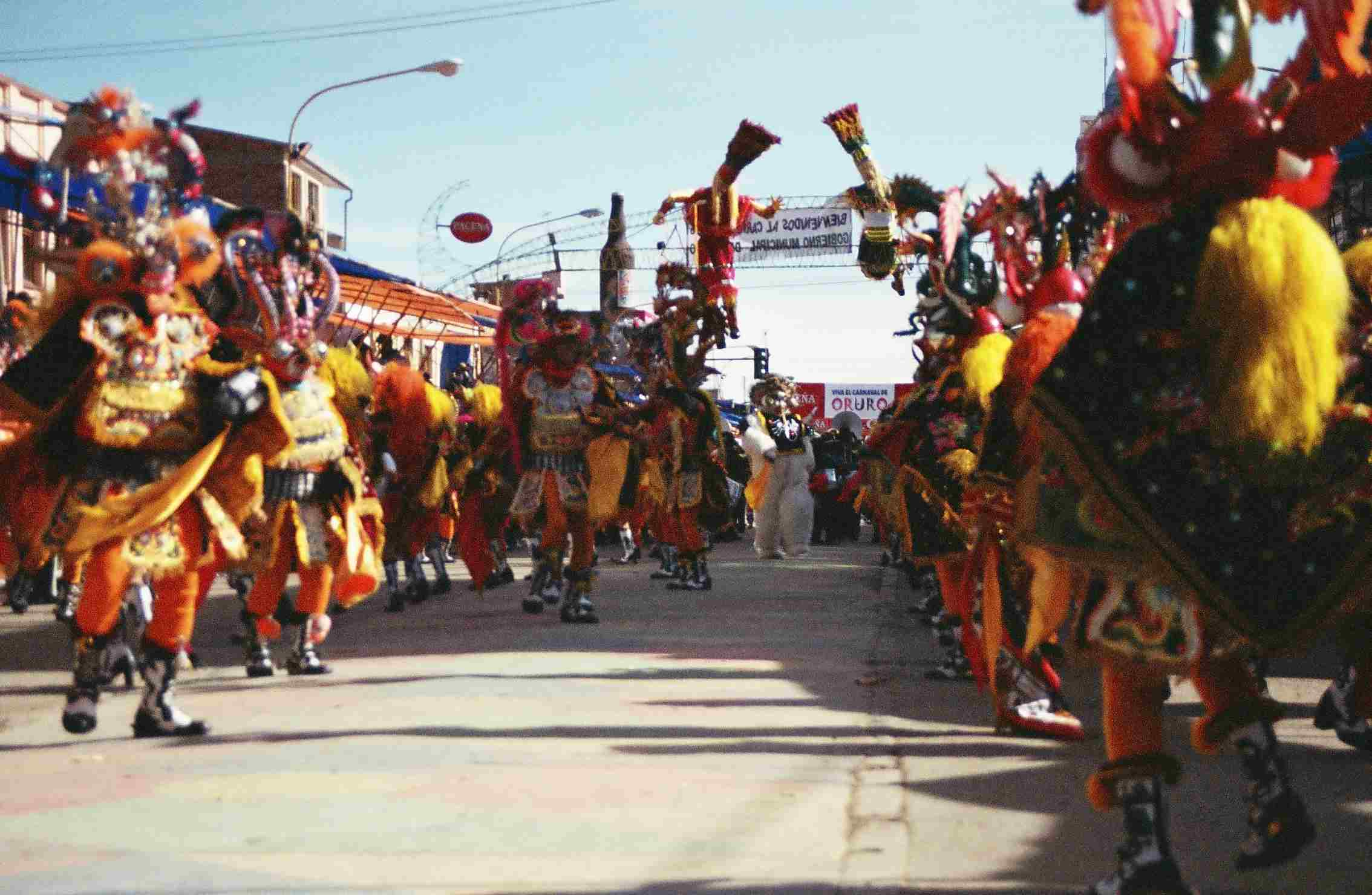
ディアブラーダ（2005年）
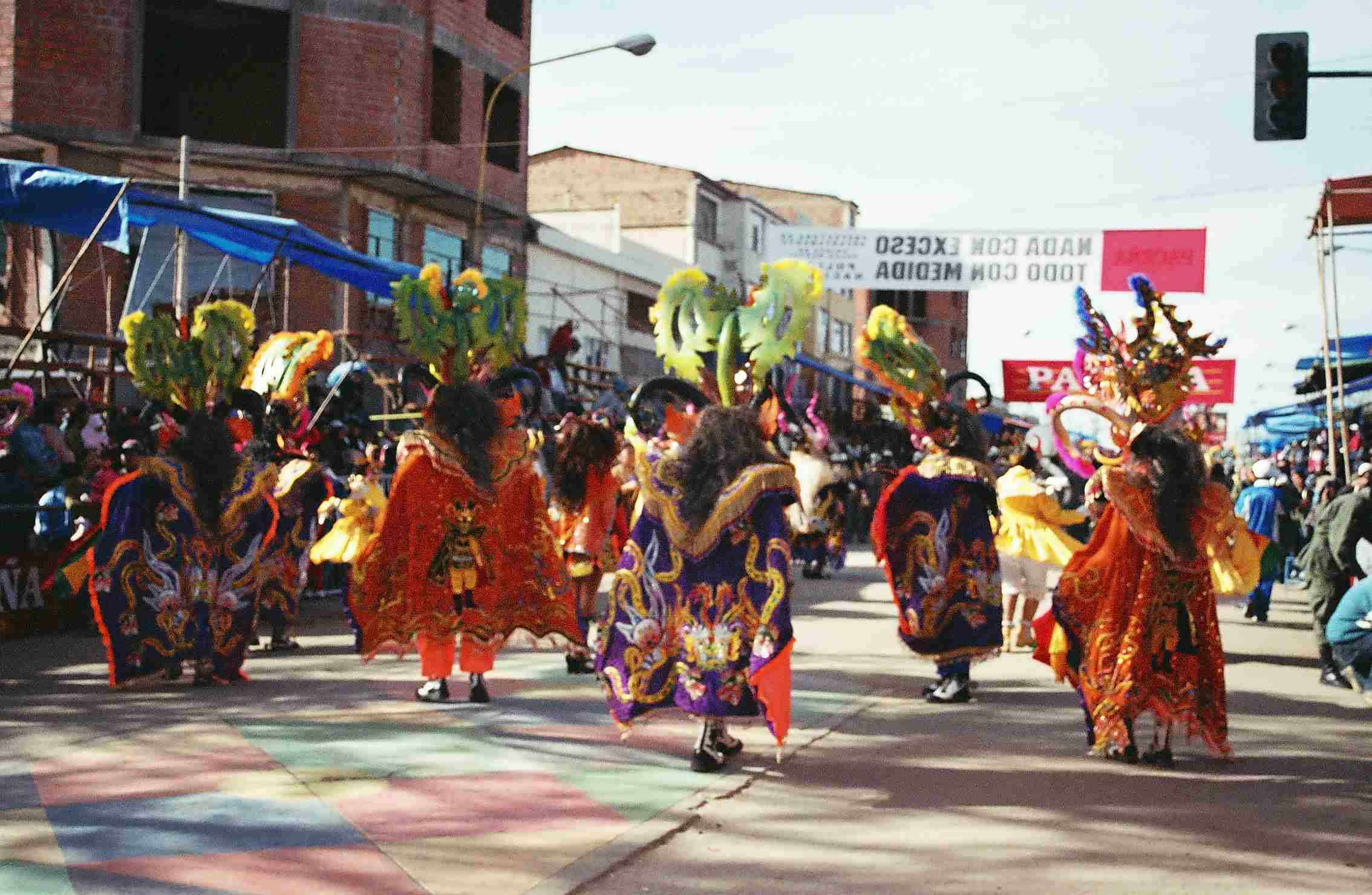
ディアブラーダ（2005年）
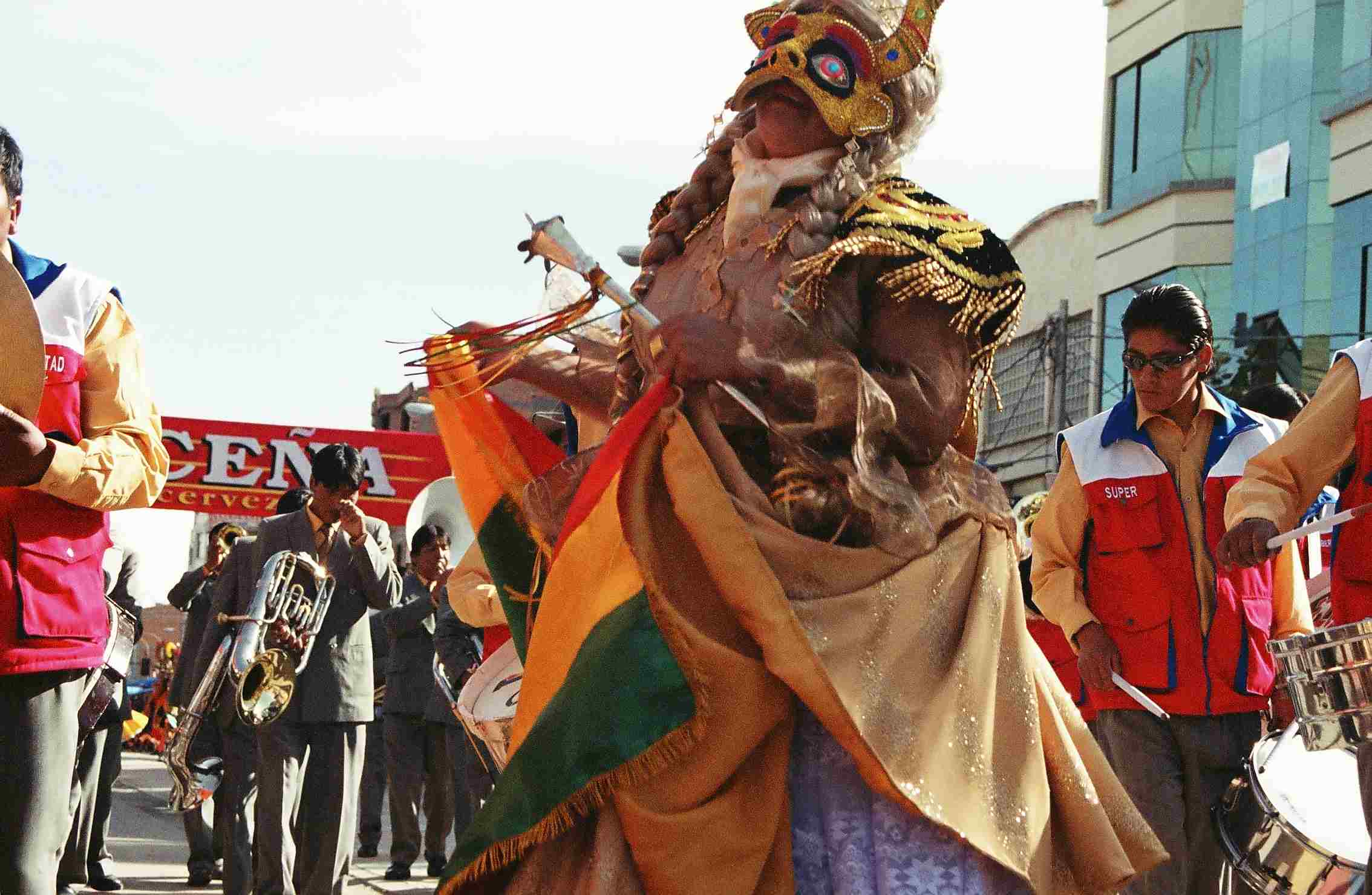
スーパイとバンド（2005年）

## 出身人物
- スルマ・ユガール (歌手)